# Atomaria godarti
Atomaria godarti is een keversoort uit de familie harige schimmelkevers (Cryptophagidae). De wetenschappelijke naam van de soort werd in 1885 gepubliceerd door Francisque Guillebeau.